# Söyüdlü (Cəlilabad)
Söyüdlü è un comune dell'Azerbaigian situato nel distretto di Cəlilabad. Conta una popolazione di 738 abitanti.